# 마다가스카르큰자유꼬리박쥐
마다가스카르큰자유꼬리박쥐(Tadarida fulminans)는 큰귀박쥐과에 속하는 박쥐의 일종이다. 콩고민주공화국과 케냐, 마다가스카르, 말라위, 르완다, 남아프리카공화국, 탄자니아, 잠비아에서 발견된다. 자연 서식지는 건조 사바나 지역과 습윤 사바나 지역이다.